# Vauclain compound

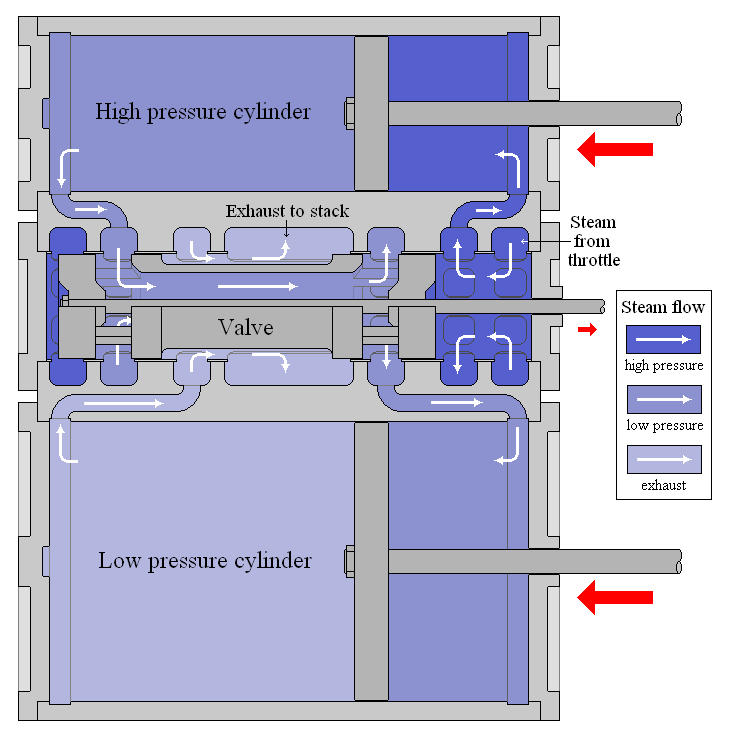
Fluxo de vapor na válvula e cilindros perto do início do curso, observe como os fluxos de vapor de baixa pressão através do centro da válvula

Vauclain compound era um tipo locomotiva a vapor com distribuição composta que foi popular por volta de 1900. O sistema de distribuição composto foi desenvolvido na Baldwin Locomotive Works, pelo engenheiro Samuel Matthews Vauclain, apresentava dois pistões que se deslocavam paralelamente.
A vantagem deste arranjo, como acontece com outras modalidades de distribuição composta, foi maior economia devido ao menor consumo de combustível e água. Porém os elevados custos de manutenção levaram ao abandono deste tipo de distribuição. A grande maioria das locomotivas que usaram esta distribuição, foram convertidas para distribuição simples.